# 杰瑞米·雷纳
傑瑞米·李·雷納（英語：Jeremy Lee Renner，1971年1月7日—），美国男演员。第一次参加电影拍摄是在1995年的喜剧片《無良百厭星》中，此后陆续参加了一些影视剧的拍摄，但名气不大。直到2008年他因主演凯瑟琳·毕格罗影片《危機倒數》，获得了第82届奥斯卡金像奖最佳男主角的提名，他因此一炮而红。
近年來，他在多部影片中飾演了漫威漫畫角色「鷹眼」，例如2011年《雷神索爾》、2012年《復仇者聯盟》、2015年《復仇者聯盟2：奧創紀元》、2016年《美國隊長3：英雄内戰》以及2019年《復仇者聯盟：終局之戰》 。
2019年起以單曲Main Attraction跨足樂壇，2020年發表了兩支迷你專輯《The Medicine》和《Live For Now》

## 早期生活
雷纳出生在加利福尼亚州的莫德斯托，他的母亲瓦莱丽·塞莱内·塔格和父亲李伦纳在上世纪80年代管理了莫德斯托保龄球馆——麦克亨利保龄球馆。他的父母在他十几岁时结婚，同时他是七个兄弟姐妹中年龄最大的。他的祖先包括德国人、英国人、苏格兰人、瑞典人、爱尔兰人 、巴拿马人。 雷纳1989年毕业于莫德斯托的弗雷德·贝耶高中。他就读于莫德斯托初级学院，在那里他学习了计算机科学和犯罪学，之后他选修了戏剧课，并决定继续从事表演。

## 职业生涯

### 早期工作
雷纳在1995年喜剧国家讽刺剧的高级旅行中作为一名成绩不佳的学生首次出演电影。尽管这部电影受到批评，但他继续出演两部电视节目《致命的游戏》和《奇怪的运气》，并在电视电影《一个朋友的背叛》中扮演保罗·休伊特的朋友(布莱恩·奥斯汀·格林)。在接下来的几年里，雷纳在《佐伊、邓肯、杰克和简》(1999年)、《网络》(1999年)、《你的生命时刻》(1999年)和《天使》(2000年)中扮演了嘉宾角色。伦纳在2001年CSI :犯罪现场调查中扮演了一个小角色。在此期间，Renner是一名化妆师，帮助维持生计。

### 早期成功: 2002 - 2008年
2002年，雷纳出演了同名的连环杀手杰弗里·达梅尔。在他拍摄完这部电影后，知道达梅尔谋杀了17名受害者，他发现非小说角色是一个挑战。他的表演受到好评，他获得了最佳男主角独立精神奖的提名。他还在P!nk 2003年的音樂影片中以坏男孩警长的身份出现在她的歌曲麻烦中。雷纳在2003年以科林·法洛角色的前警察搭档的身份出现在反恐特警組中。 2005年，雷纳与朱丽亚·斯泰尔斯和森林·惠特克主演了小小天堂之旅，在《北方国家》和《控股》中扮演角色。接下来，他出演了一名新纳粹光头党，与加布里埃尔联盟一起住进了Neo Ned的精神病医院。这部电影赢得了所有电影节提名的奖项，包括棕榈滩国际电影节最佳男演员奖。Renner在滑板电影《Dogtown的领主》中也扮演了一个小角色(尽管没有剪辑)，是埃米尔·赫希角色的经理。2006年，他在《刽子手来了》中与金尼尔·古德温合作。 2007年，伦纳在备受好评的影片《懦夫罗伯特·福特刺杀杰西·詹姆斯》中扮演配角，饰演伍德·海特，是违法杰西·詹姆斯的表弟(布拉德·皮特饰演)，28周后饰演道尔中士。他和米妮·司机一起主演了《带走》，客串主演了《豪斯医生》中的一集《鲁莽的摇滚音乐家》。Renner在《橡树》的试播中扮演了一个角色，但是该剧没有被搬上舞台。

### 2009年至今
雷纳在与達拉斯·羅伯茨联袂出演喜剧《天才》并出演短剧《非同寻常》后，雷纳在2009年伊拉克战争惊悚片《拆弹部队》中扮演炸弹处理专家中士(由凯瑟琳·毕格罗执导)，取得了重大成功。这一角色为他赢得了最佳男演员类别的几个奖项，并为他获得了第一个奥斯卡最佳男主角奖提名，同时也获得了电影演员工会奖提名。 2010年，雷纳与喬·漢姆、布蕾克·萊芙莉、斯利安和迈克尔·耶巴一起在本·阿弗莱克的《城中大盗》中的表演获得了好评，并获得了他第二次奥斯卡最佳男配角提名。他还获得了他的第一次金球奖最佳男配角提名和他的第二次电影演员工会提名。好莱坞记者称雷纳是一名年轻的男演员，他“推动或被推动”取代好莱坞成为新的“A级演员”。
2011年，雷納在《雷神》中饰演鹰眼一角。 2012年，雷纳在漫威电影《復仇者聯盟》中再度扮演鹰眼。同年，他还出演了伯恩系列的第四部电影《谍影重重4》，这部电影由托尼·吉尔罗伊编剧和导演。雷纳扮演了一个新的主角亚伦·克罗斯，代替杰森·伯恩，杰森·伯恩在前三部电影中由马特·达蒙扮演。雷纳表示有兴趣在未来与达蒙合作拍摄一部伯恩电影，称这部电影将会很棒。我爱马特”。雷纳在澳大利亚悉尼的伯恩遗产首映式上，雷纳主演了动作恐怖电影汉塞尔与格蕾特：女巫猎人（2013年1月上映），在这部电影中，他和杰玛·阿特登分别饰演汉瑟尔和格莱特。这部3D电影是在Hansel和Gretel杀死绑架他们的女巫15年后拍摄的。雷纳还出演了大卫·O·拉塞尔的喜剧《美国骗局》的全体演员，该剧基于20世纪70年代末和80年代初有争议的FBI潜逃行动。这部电影于2013年12月上映，由克里斯汀·貝爾、布萊德利·庫柏、艾美·亞當斯和珍妮佛·勞倫斯主演。这部电影赢得了评论界的高度赞扬，包括电影演员工会奖和奥斯卡最佳影片提名。2014年10月，雷纳在焦点特写电影杀死信使中扮演记者加里·韦伯。
2015年，雷纳在《復仇者聯盟2：奧創紀元》中再一次扮演鹰眼一角，他回到2015年7月发布的《不可能的任务：失控国度》的特许经营权。2016年，雷纳再次在《美国队长3》中饰演鹰眼，并在科幻电影《天煞異降》中与艾米·亚当斯再次合作。雷纳担任了2016年电影《创始人》的制片人，由米高·基頓主演麦当劳的创始人雷·克雷克，该影片主要讲了他是如何将麦当劳变成世界上最大的连锁餐厅之一的。
2016年，歷史頻道上宣布了他们的新历史剧，由雷纳制作的执行官，他有望成为客串明星。2017年，在制作电影《貼背戰》（2018）时，雷纳右肘和左手腕骨折。他还与他的联合主演伊丽莎白·奥尔森一起出现在电影《极地追击》中。

## 个人生活
美国时间2023年1月1日，雷纳在自家使用除雪机时发生意外，為了救姪子，想要阻擋車子前進，慘遭重達6噸的剷雪車輾過，后被直升机送往医院。他在被诊断为钝性胸部外伤后进行了手术。他的伤情被认为严重但稳定。1月17日，他被允许从医院出院并回家继续康复。他稍后在自己社交媒体上透露自己在这次事故中断掉了30多根骨头。

## 作品列表

### 電影
| 年份 | 譯名標題               | 原名標題                                                   | 角色                                                       | 備註                                                                                      |
| ---- | ---------------------- | ---------------------------------------------------------- | ---------------------------------------------------------- | ----------------------------------------------------------------------------------------- |
| 1995 | 無良百厭星             | National Lampoon's Senior Trip                             | Mark 'Dags' D'Agastino                                     |                                                                                           |
| 1996 | -                      | Paper Dragons                                              | Jack                                                       |                                                                                           |
| 2001 | 網中魚                 | Fish in a Barrel                                           | Remy                                                       |                                                                                           |
| 2002 | 殺人狂達瑪             | Dahmer                                                     | 傑佛瑞·丹墨                                                |                                                                                           |
| 2002 |                        | Monkey Love                                                | Dil                                                        |                                                                                           |
| 2003 | 反恐特警组             | S.W.A.T.                                                   | Brian Gamble                                               |                                                                                           |
| 2004 | 心是會騙人的           | The Heart Is Deceitful Above All Things                    | Emerson                                                    |                                                                                           |
| 2005 | 飛向天堂               | A Little Trip to Heaven                                    | Fred                                                       |                                                                                           |
| 2005 | 北國性騷擾             | North Country                                              | Bobby Sharp                                                |                                                                                           |
| 2005 | 12岁的少年             | 12 and Holding                                             | Gus Maitland                                               |                                                                                           |
| 2005 | 愛上耐德               | Neo Ned                                                    | Ned                                                        |                                                                                           |
| 2005 | 滑板浪子               | Lords of Dogtown                                           | Jay Adams Manager                                          | 未掛名                                                                                    |
| 2006 | 愛情降臨劊子手         | Love Comes to the Executioner                              | Chick Prigusivac                                           |                                                                                           |
| 2007 | 刺殺傑西               | The Assassination of Jesse James by the Coward Robert Ford | Wood Hite                                                  |                                                                                           |
| 2007 | 28周毀滅倒數           | 28 Weeks Later                                             | Sergeant Doyle                                             |                                                                                           |
| 2007 | 致命伤害               | Take                                                       | Saul                                                       |                                                                                           |
| 2008 | 危機倒數               | The Hurt Locker                                            | Sergeant First Class William James                         | 提名 — 奧斯卡最佳男主角獎 提名 — 英國電影學院獎最佳男主角 提名 — 美國演員工會獎最佳男主角 |
| 2009 | 發光體                 | Ingenious                                                  | Sam                                                        | 片名又叫Lightbulb                                                                         |
| 2010 | 竊盜城                 | The Town                                                   | James "Jem" Coughlin                                       | 提名 — 奧斯卡最佳男配角獎 提名 — 金球獎最佳電影男配角 提名 — 美國演員工會獎最佳男配角     |
| 2011 | 雷神索爾               | Thor                                                       | 「鷹眼」克林特·巴頓                                        | 未掛名客串                                                                                |
| 2011 | 不可能的任務：鬼影行動 | Mission: Impossible – Ghost Protocol                       | 威廉·布蘭特 William Brandt                                 |                                                                                           |
| 2012 | 復仇者聯盟             | The Avengers                                               | 「鷹眼」克林特·巴頓                                        | 主演                                                                                      |
| 2012 | 神鬼認證4              | The Bourne Legacy                                          | 亞倫·克羅斯／肯尼斯·吉德森 Aaron Cross / Kenneth J. Kitsom |                                                                                           |
| 2013 | 女巫獵人               | Hansel and Gretel: Witch Hunters                           | 韓賽爾 Hansel                                              |                                                                                           |
| 2013 | 紐約風塵               | The Immigrant                                              | 魔術師Orlando                                              |                                                                                           |
| 2013 | 瞞天大佈局             | American Hustle                                            | Carmine Polito                                             |                                                                                           |
| 2014 |                        | Kill the Messenger                                         | 蓋瑞·韋伯                                                  | 也是監製                                                                                  |
| 2015 | 復仇者聯盟2：奧創紀元  | Avengers: Age of Ultron                                    | 「鷹眼」克林特·巴頓                                        |                                                                                           |
| 2015 | 不可能的任務：失控國度 | Mission Impossible – Rogue Nation                          | 威廉·布蘭特 William Brandt                                 |                                                                                           |
| 2016 | 美國隊長3：英雄內戰    | Captain America: Civil War                                 | 「鷹眼」克林特·巴頓                                        | 主演                                                                                      |
| 2016 | 天煞異降               | Arrival                                                    | Ian Donnelly                                               |                                                                                           |
| 2017 | 極地追擊               | Wind River                                                 | Cory Lambert                                               |                                                                                           |
| 2017 | 全家就是莊家           | The House                                                  | 湯米 Tommy Papouli                                         | 客串                                                                                      |
| 2018 | 貼背戰                 | Tag                                                        | 傑瑞 Jerry Pierce                                          |                                                                                           |
| 2018 | 北极正义：雷霆战队     | Arctic Justice: Thunder Squad                              | Swifty                                                     | 配音                                                                                      |
| 2019 | 復仇者聯盟：終局之戰   | Avengers: Endgame                                          | 「鷹眼／浪人」克林特·巴頓                                  | 主演                                                                                      |
| 2021 | 黑寡婦                 | Black Widow                                                | 「鷹眼」克林特·巴頓                                        | 未署名客串                                                                                |

### 電視劇
| 年份         | 譯名標題/原名標題                         | 角色                               | 備註                                            |
| ------------ | ----------------------------------------- | ---------------------------------- | ----------------------------------------------- |
| 1995         | Deadly Games                              | Tod                                | 集數："Boss"                                    |
| 1996         | Strange Luck                              | Jojo Picard                        | 集數："Blinded by the Son"                      |
| 1996         | A Friend's Betrayal                       | Simon                              | 電視電影                                        |
| 1997         | A Nightmare Come True                     | Steven Zarn                        | 電視電影                                        |
| 1998         | To Have & to Hold                         | Ted Fury                           | 未掛名 集數："Tangled Up in You"                |
| 1999         | Zoe, Duncan, Jack and Jane                | Jack                               | 試播集                                          |
| 1999         | The Net                                   | Ted Nida                           | 集數："Chem Lab"                                |
| 1999         | Time of Your Life                         | Taylor                             | 集數："The Time the Truth Was Told"             |
| 2000         | 夜行天使 Angel                            | Penn                               | 集數："Somnambulist"                            |
| 2001         | 滅罪鑑證科 CSI: Crime Scene Investigation | Roger Jennings                     | 集數："Alter Boys"                              |
| 2002         | The It Factor                             | 他自己                             |                                                 |
| 2007         | 醫神 House                                | Jimmy Quidd                        | 集數："Games"                                   |
| 2008         | The Oaks                                  | Dan                                | 集數："Pilot"                                   |
| 2009         | The Unusuals                              | Detective Jason Walsh              | 10集                                            |
| 2011         | 機器雞 Robot Chicken                      | Sergeant First Class William James | 配音 集數："Fool's Goldfinger"                  |
| 2012         | 週六夜現場 Saturday Night Live            | 主持                               | 集數："Jeremy Renner/Maroon 5"                  |
| 2014         | The World Wars                            | 旁白                               |                                                 |
| 2014         | 足球援助 Soccer Aid                       | 他自己                             |                                                 |
| 2014         | Louie                                     | Jeff Davis                         | 集數："In the Woods"                            |
| 2016         | 壯遊 The Grand Tour                       | 他自己                             |                                                 |
| 2017-        | 墮落騎士 Knightfall                       | -                                  | 執行製片人                                      |
| 2021–2023    | 無限可能：假如…？                         | 「鷹眼」克林特·巴頓                | 配音；四集                                      |
| 2021         | 鷹眼                                      | 「鷹眼」克林特·巴頓                | 主要角色；迷你劇集；六集                        |
| 2021–present | Mayor of Kingstown                        | Mike McClusky                      | Main role; also executive producer              |
| 2023         | Rennervations                             | Himself                            | Miniseries, 4 episodes; also executive producer |
| 2024         |                                           | 「鷹眼／浪人」克林特·巴頓          | 沿用《鷹眼》的未公開片段                        |